# After the Party (serie de televisión)
After the Party (Después de la fiesta) es una serie de televisión dramática neozelandesa de seis episodios cocreada por Robyn Malcolm y Dianne Taylor, dirigida por Peter Salmon y protagonizada por Robyn Malcolm y Peter Mullan . Se estrenó en la TVNZ el 29 de octubre de 2023.

## Sinopsis
La serie comienza cuando Phil regresa a la ciudad después de haber estado en el extranjero durante cinco años, para ver a su hija, Grace, y a su nieto Walt. A partir de flashbacks, la protagonista, Penny Wilding sitúa el contexto rememorando una fiesta  en la que observa el comportamiento de su marido y le acusa delante de los invitados de comportamiento inapropiado con un adolescente. 
Una mujer de unos 50 años entra en bicicleta a un instituto masculino de Wellington, tocando el timbre sin parar para exigir que la gente se aparte de su camino. Tiene la mandíbula apretada, el pelo alborotado y el rostro descubierto. En el aula, ve pornografía captada por el teléfono de un alumno. Captura una imagen de la pantalla y la proyecta frente a la clase, y se lanza a dar una conferencia directa y confrontativa sobre cómo la pornografía arruinará sus vidas sexuales.

## Elenco
- Robyn Malcolm como Penny Wilding
- Peter Mullan como Phil MacKenzie
- Tara Canton como Grace MacKenzie
- Ian Blackburn como Ollie
- Elz Carrad como Tom
- Dean O'Gorman como Simon
- Catherine Wilkin como Joy Wilding
- Tanea Heke como Ruth
- Peter Hambleton como Graham

## Producción
La serie fue producida por Lingo Pictures y Luminous Beast, y filmada en Wellington, Nueva Zelanda. 
El gobierno proporcionó financiación adicional a raíz de la pandemia de COVID-19 en Nueva Zelanda . 
La serie fue cocreada por Robyn Malcolm con la escritora Dianne Taylor.

## Emisión
Después de la fiesta se emitió en TVNZ a partir del 29 de octubre de 2023. 
Se empezó a emitir en ABC TV y iview en Australia el 28 de abril de 2024,  y ha logrado una muy buena distribución internacional. 
Malcolm ha dicho que no habrá una segunda temporada de la serie.

## Recepción
El crítico de la revista Spinoff Duncan Greive, calificó la serie como "inquietante, moralmente compleja y el mejor drama televisivo de Nueva Zelanda en años... un drama oscuro, tenso y altamente provocador que te resonará inquietantemente en la mente durante días". 
El crítico de The Guardian Luke Buckmaster la calificó como "una de las mejores actuaciones en cualquier programa de televisión en años". 
Kylie Northover de The Sydney Morning Herald le dio cinco estrellas a la serie, calificándola de "lo que podría ser el mejor drama neozelandés jamás producido". 

## Premios
Robyn Malcolm ganó el premio a mejor actriz en el Festival Series Mania, Francia, por su papel en el drama.  